# Juninia annulifera
Juninia annulifera là một loài bọ cánh cứng trong họ Cerambycidae.